# سمرا رحملی
سمرا رحیملی (به انگلیسی: Samra Rahimli) (زاده ۱۹ اکتبر ۱۹۹۴) خواننده آذربایجانی است.
او در مسابقه آواز یوروویژن ۲۰۱۶ نماینده آذربایجان بود.
این خواننده در سنین کم با پدرش آواز خواند. در ۱۶ سالگی در انواع مسابقات آواز شرکت کرد و در دوره یورویژن ۲۰۱۲ شرکت کرد اما به دلیل تجربه کم به آنجا راه نیافت.
او در دسامبر ۲۰۱۵ اولین آهنگش را خواند حتی در آن زمان نیز تجربهٔ کمی داشت اما بعد از آن به خواننده ای مشهور تبدیل شد.
او در سال ۲۰۱۹ میلادی آهنگی به نام "Armas" به سبک رپ/هیپ هاپ خوانده است که
علاوه بر زبان اصلی آهنگ که ترکی آذربایجانی است، از زبان روسی و انگلیسی نیز استفاده شده است.

## ترانه‌شناسی
| O SEVIR    | ۲۰۱۵ | ترکی    |  |
| MIRACLE    | ۲۰۱۶ | انگلیسی |  |
| ---------- | ---- | ------- |  |
| BADMINTON  | ۲۰۱۷ | روسی    |  |
| TERS GEDIR | ۲۰۱۷ | ترکی    |  |
| HYPNOTIZED | ۲۰۱۸ | انگلیسی |  |
| PIDZHAK    | ۲۰۱۸ | روسی    |  |
| ARMAS      | ۲۰۱۹ | ترکی    |  |